# Anne Lamott
Anne Lamott (São Francisco, 10 de abril de 1954) é uma escritora, palestrante e ativista política progressista norte-americana. Ambientadas na área da baía de São Francisco, suas obras de não-ficção são em grande parte autobiográficas. Marcado por seu humor autodepreciativo e franqueza, os escritos de Lamott cobrem assuntos como alcoolismo, mães solteiras, depressão e Cristianismo.

## Vida e carreira
Lamott nasceu em São Francisco e é graduada pela Drew School. Seu pai, Kenneth Lamott, também era um escritor. Seu primeiro romance publicado, Hard Laughter, foi escrito para o pai depois que ele foi diagnosticado com câncer no cérebro. Ela tem um filho, Sam, que nasceu em agosto de 1989 e um neto, Jax, nascido em julho de 2009. 
Em 1999 a vida de Lamott foi tema do documentário de Freida Lee Mock intitulado Bird by Bird with Annie: A Film Portrait of Writer Anne Lamot. Por causa do documentário, ela é muitas vezes chamada de "Autora do Povo" no Facebook e em outras redes sociais.
Lamott é citada como uma escritora que capta bem o estilo de não-ficção narrativa denominado "particularismo", termo cunhado por Howard Freeman.

### Em português
- A Conquista: a transformação da vida pela espiritualidade. Globo, 2007.
- Palavra por Palavra: instruções sobre escrever e viver. Sextante, 2011.
- Pedir, Agradecer, Admirar: as três orações essenciais. Sextante, 2014.

### Em inglês
- Hard Laughter. Viking Press. 1980. ISBN 0-670-36140-2.
- Rosie. Viking Press. 1983. ISBN 0-670-60828-9.
- Joe Jones. North Point Press. 1985. ISBN 0-86547-209-2.
- All New People. North Point Press. 1989. ISBN 0-86547-394-3.
- Crooked Little Heart. Pantheon Books. 1997. ISBN 0-679-43521-2.
- Blue Shoe. Riverhead Books. 2002. ISBN 1-57322-226-7.
- Imperfect Birds. Riverhead Books. 2010. ISBN 1-59448-751-0.
- Operating Instructions: A Journal Of My Son’s First Year. Pantheon Books. 1993. ISBN 0-679-42091-6.
- Bird by Bird : Some Instructions on Writing and Life. Pantheon Books. 1994. ISBN 0-679-43520-4.
- Traveling Mercies : Some Thoughts on Faith. Pantheon Books. 1999. ISBN 0-679-44240-5.
- Plan B : Further Thoughts on Faith. Riverhead Books. 2005. ISBN 1-57322-299-2.
- Grace (Eventually): Thoughts on Faith. Riverhead Books. 2007. ISBN 1-59448-942-4.
- Some Assembly Required: A Journal of My Son's First Son. Riverhead Books. 2012. ISBN 1-59448-841-X.
- Help, Thanks, Wow: The Three Essential Prayers. Riverhead Books. 2012. ISBN 1-59463-129-8.
- Stitches: A Handbook on Meaning, Hope and Repair. Riverhead Books. 2013. ISBN 1-59463-258-8.